# Acalypha urostachya
Acalypha urostachya é uma espécie de flor do gênero Acalypha, pertencente à família Euphorbiaceae.